# حكومة الرمثا المحلية
حكومة الرمثا المحلية هي إحدى الحكومات المحلية التي تأسست عقب سقوط المملكة العربية السورية واحتلالها من قبل الفرنسيين في منطقة شرق الأردن. تأسست الحكومة في منطقة ناحية الرمثا المعروفة اليوم باسم لواء الرمثا على يد فواز باشا البركات الزعبي الذي نصب ابنه ناصر رئيسا لها، وقد استمرت إلى حين دخول الأمير عبدالله الأول بن الحسين إلى عمان ومن ثم تشكيل الحكومة الأردنية الأولى برئاسة رشيد طليع.